# エルネスト・ショーソン
アメデ＝エルネスト・ショーソン（ショソン、Amédée-Ernest Chausson, 1855年1月20日 - 1899年6月10日）は、フランスの作曲家。交響曲、室内楽、歌曲、歌劇など幅広い分野での作曲を手がけた。
温和な性格と進歩的な考え方を持っていたショーソンは、19世紀末のパリで対立するさまざまな音楽同士を結びつけた人物だった。確信的なワグネリアンとして、彼はアカデミーの考えに反対し、ドビュッシーやエリック・サティのような当時革新的な運動の作曲家も支持した。
41歳（1896年）のときに作曲したヴァイオリンと管弦楽のための『詩曲』が群を抜いて有名だが、『交響曲変ロ長調』や『愛と海の詩』（Le Poème de l'amour et de la mer）、『ヴァイオリン、ピアノと弦楽四重奏のための協奏曲ニ長調』 （「コンセール」）も頻度は少ないものの演奏機会がある。

## 生涯

### 出生、教育
エルネスト・ショーソンは、パリの裕福なブルジョワの家庭に生まれる。一家は1850年代のパリ改造計画でのジョルジュ＝ウジェーヌ・オスマン男爵の援助で富を築いた建築業者の唯一の生き残りだった。父親を喜ばせるために、はじめは法律を学び、1877年控訴院の法廷弁護士に任命されたが、ショーソン自身はその職業にはほとんどまったく興味が無かった。
ショーソンは、アマチュア歌手であった親友のレサック夫人に影響を受け、最初の楽曲を作曲した。リヒャルト・ワーグナーのオペラ『さまよえるオランダ人』、とりわけ『トリスタンとイゾルデ』も、彼の初期の音楽キャリアにおいて多大な影響を与えた。
後に彼は頻繁にサロンに通うようになり、そこでアンリ・ファンタン＝ラトゥール、オディロン・ルドン、ヴァンサン・ダンディなどの芸術家に会う。音楽家のキャリアを進む前に、彼は文章を書いたり、絵を描いたりすることに一度手を出した。
博士号を取得したショーソンも、ついに法律家を諦め、1879年、24歳でパリ音楽院に入り、最初はマスネに学ぶ。そのうちマスネは彼を「並外れた人物であり真の芸術家」とみなすようになっていた。彼は音楽院のころからすでにいくつかのピアノ曲や歌曲を作曲していた。現在保存されている最も古い写本はマスネによるものである。ショーソンは次にダンディの勧めでセザール・フランクにも学んだが、ローマ賞受賞を逃したことを契機にたった一年で音楽院を退学した。それでもフランクとの親交は1890年（フランクの歿年）まで続いた。アンリ・デュパルク、ギィ・ロパルツ、ガブリエル・ピエルネといった同世代の音楽家を中心としたフランクの思考は、当時、他のコンセルヴァトワールのサークルと積極的に対立していた。しかし、ショーソンは、この対立するコンセルヴァトワールに通ったことで、独立した考えを持つ立派な富豪として、むしろ対立するグループの間をつなぐ存在となったのである。

### ワーグナーの影響

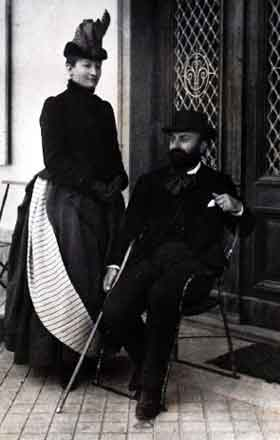
ショーソンと妻（1880年頃）

1883年の初め、ジャンヌ・エスクディエ（Jeanne Escudier, 1862-1936、以降ジャンヌと表記）と結婚し、当時フランス最大の音楽出版社であるアンリ・ルロールの近親者となった（ジャンヌは、出版社の社長夫人マドレーヌの妹であった）。
コンセルヴァトワールに通った後、1882年から1883年にかけて、旅行が好きだったショーソンはフランクに師事する一方でバイロイトにしばしば行き、ワーグナーの影響を強く受ける。最初の旅行では、『パルジファル』の初演のためにダンディと一緒に、2回目の旅では、ジャンヌと一緒に行った。同年、ショーソンは交響詩『ヴィヴィアーヌ』（5年後に改訂）を作曲したが、この作品にはすでに彼の創作スタイルの主要な特徴が完全に現れていた。アーネスト・ショーソンの音楽スタイルが最終的に形成されたのは、ワーグナー、フランク、ダンディの影響下にあった。
1886年から1899年に亡くなるまで、ショーソンは国民音楽協会の秘書を務めた。モンソー公園近くのクールセル大通り22番地の自宅では、アンリ・デュパルク、フォーレ、ドビュッシー、イサーク・アルベニスなどの作曲家や、詩人マラルメ、作家ツルゲーネフ、印象派の画家クロード・モネなどを集め、交流をした。ショーソンは絵画の収集もしていた。
1886年にサン=サーンスが組織したフランス国民音楽協会に参加したため作曲のペースは落ちたが、細々と作曲を続けた。ショーソンが最も色彩的で重要な作品を書いたのはこの時期である。交響曲変ロ長調（自身の手で完成させた唯一の交響曲、1890年）や、とりわけヴァイオリンと管弦楽のための『詩曲』（1896年）は、いまなお数々の演奏家のレパートリーとなっている。
リベラル思考に立つショーソンが関与したことで、この数年間、コンセルヴァトワールとアカデミーの保守的なサークルがコンサートを独占している状況を防ぐことが出来た。彼の積極的な助けにより、ヴァンサン・ダンディとシャルル・ボルデが有名な「エコール・カントルム」を組織し[8]、ギィ・ロパルツがナンシー音楽院の院長に就任する。

### 2人の新しい作曲家との関係

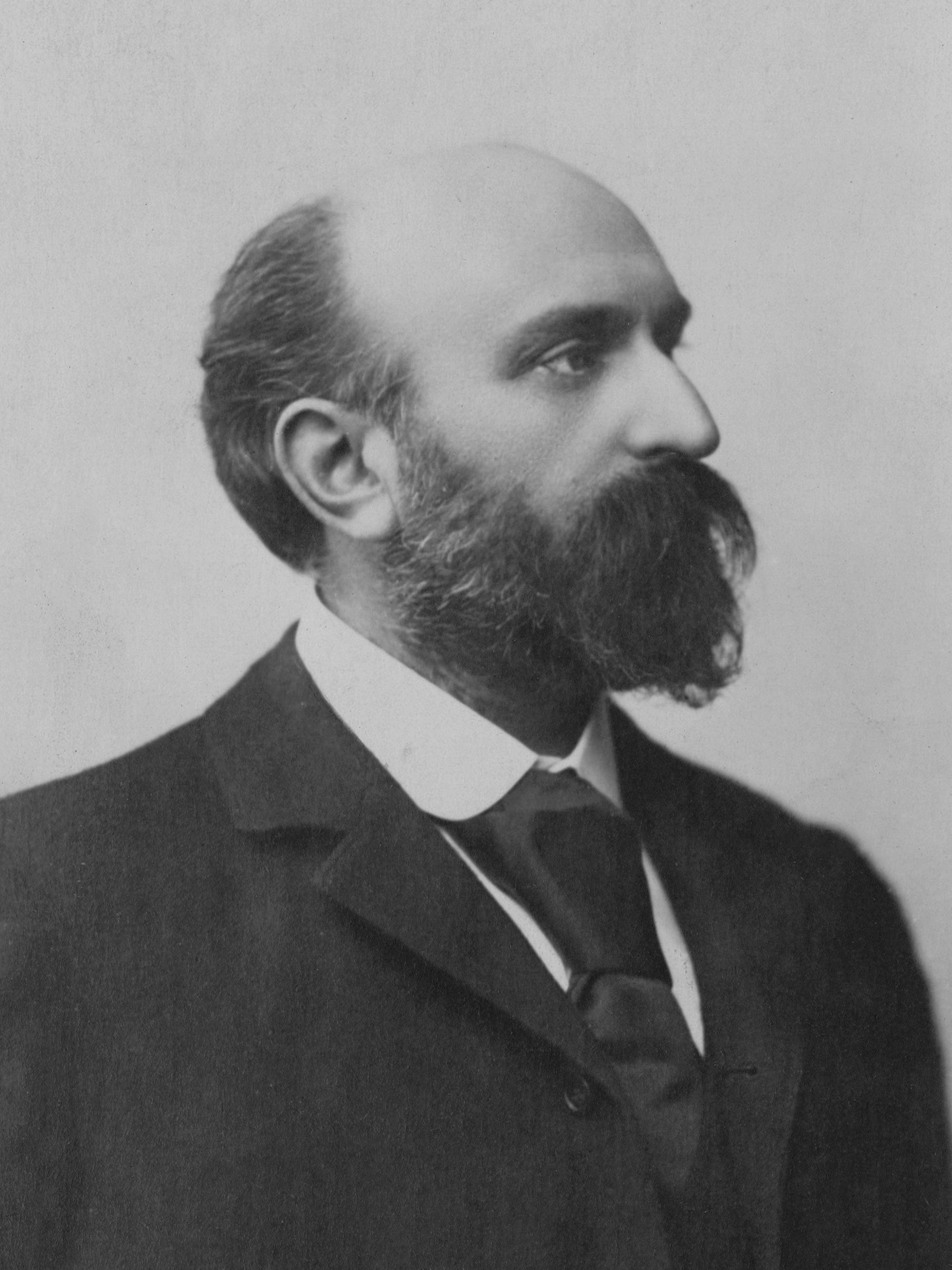
エルネスト・ショーソン（1897年）

1890年代以降は、クロード・ドビュッシーとエリック・サティの2人と知り合い、交友する。ドビュッシーにとっては、ショーソンと年齢差が比較的差がなかったこともあり、すぐに仲良くなり、時には師にもなった。ドビュッシーは当時、音楽アカデミーを離れ、ほぼ完全に孤立していたが、彼の熱血な支援によって音楽家としてのキャリアを取り戻した。
「......そして、あなたのすべての戒めは、常に私にとって喜ばしいものでしかないです。あなたはある意味で私の兄であり、私がすべてにおいて信頼している人であり、私を非難する権利を持っている人ではないでしょうか。......」

クロード・ドビュッシー、ショーソン宛の手紙より、1893年4月26日。
残念ながら、ドビュッシーとの友情関係を完全に築くことは出来なかったが、ショーソンはドビュッシーの出版や演奏会のプロジェクトなどの点で数多く手伝い、その結果、この時代の作曲家と彼の作品から多大な影響を受けるようになった。ショーソンは、スケッチやドビュッシー自身のピアノ演奏で聴いた『牧神の午後への前奏曲』には特に魅了された。印象派の影響は、その後のショーソンのヴァイオリン、ピアノと弦楽四重奏のための協奏曲ニ長調、交響詩『祭りの夕べ』、終わりなき歌 （果てしなき歌）、その他1890年代の多くの作品に見られる。ドビュッシーがアンチ・ワーグナー派となり、新たな音楽技法を作ると、ショーソンとは疎遠になり、後にショーソンが没したときにも葬儀に参列しなかった。

サティはショーソンと長い間友好関係を結んだ。フランス国立音楽評議会の事務局長であったショーソンは、国民音楽協会の演奏会（1897年2月20日）で、洗練された素朴さでサティを喜ばせた。サティは、ドビュッシーのオーケストレーションによる自身作曲の《2つの賛美歌》の演奏に自ら署名した。その際に指揮をしていたギュスターヴ・ドレは後に、「賛美歌の演奏の後、微笑むサティの頬を2つの大きな涙が伝うのを見た」と回想している。サティ自身は、拘りが強くて気難しい性格であったというが、長い年月を経ても、エルネスト・ショーソンについては感謝をもって次のように回想している。
「......私のような小さな人を最も友のようにに歓迎してくださった国立音楽協会委員会のメンバーの皆様に、心からお礼を申し上げます。音楽協会の一般プログラムに私の名前が載るのは、この20年間で2度目である。一度目（1897年2月20日）は、聡明なクロード・ドビュッシーと、優美で心から嘆かわしいエルネスト・ショーソンの素晴らしい支援のおかげでした...（中略）...忘れられないことのひとつです......」

エリック・サティ、ギュスターヴ・サマズイユ宛の手紙より、1913年4月7日）。
ショーソンの旅行趣味は晩年も変わらず、大胆に、そして頻繁に旅をした。15年間で、ボヘミアからスペインまで、ほぼヨーロッパ全土を旅したが、特にイタリアの小都市フィエーゾレを好み、しばしば休暇をとっては、そこで作曲をした。ショーソンは時折ブリュッセルも訪れ、彼の音楽はヴァンサン・ダンディの作品と同様、故郷のパリよりずっと温かく歓迎された。そのためブリュッセルでは、ショーソンのほぼ全作品の初演が多く行われていた。友人や知人らは彼をよく「幸運な人」と呼んだ。実際、彼はほとんどすべてにおいて幸運であったうえに、彼自身も幸せな性格の持ち主であったからである。

### 死
パリ郊外のイヴリーヌ県リメーの別荘で自転車事故により44歳で死去し、ペール・ラシェーズ墓地に埋葬された。ショーソンはパリのペール・ラシェーズ墓地に埋葬された。彼の葬儀にはデュパルク、フォーレ、アルベニス、ルドン、エドガー・ドガ、オーギュスト・ロダン、アンリ・ド・レニエ、ピエール・ルイスらが参列した。彼の死により作曲中だった「弦楽四重奏曲」は全4楽章中3楽章の途中までの未完の絶筆となり、友人のヴァンサン・ダンディが補筆・出版した。

## 主な作品

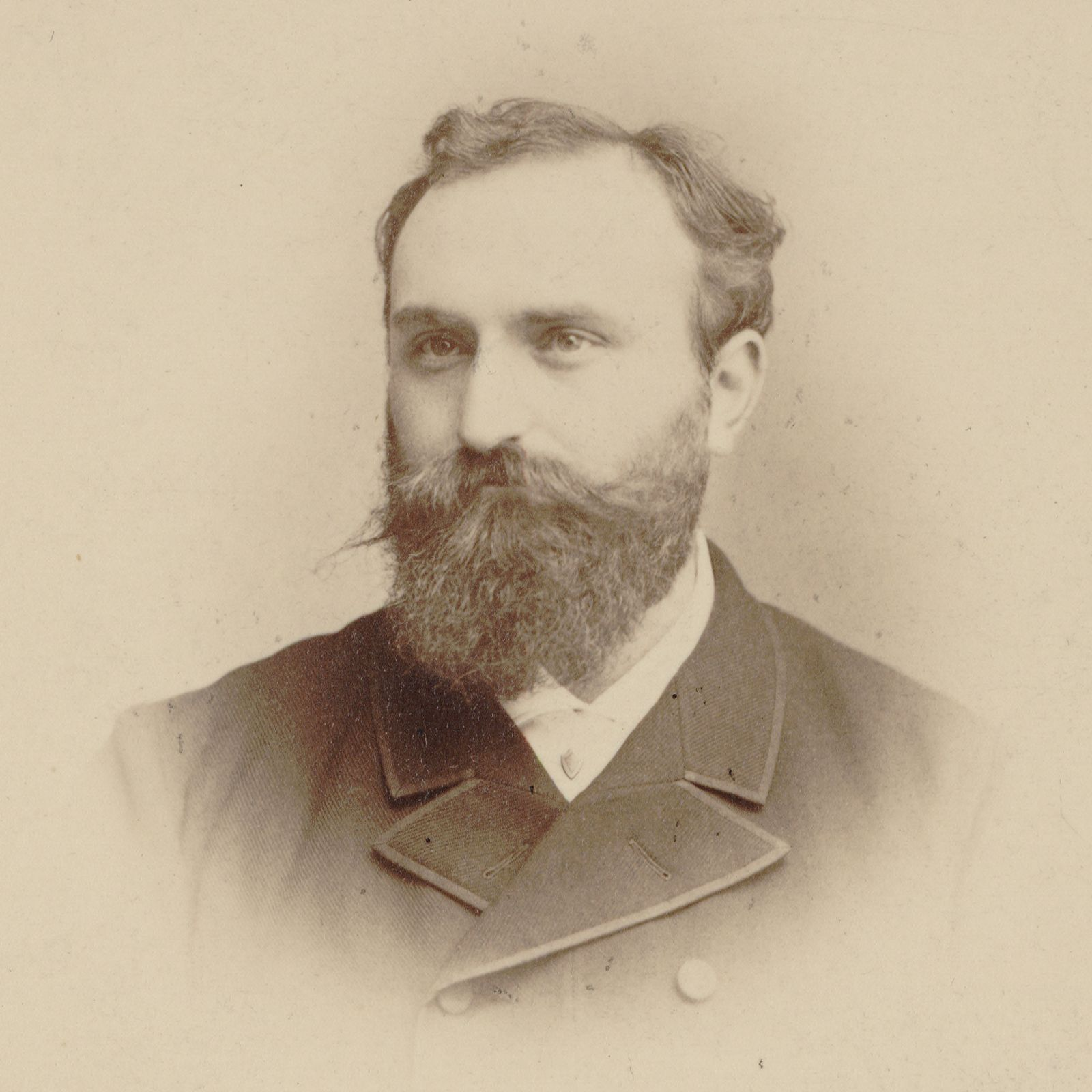
エルネスト・ショーソン 絵葉書より（P.フロイス撮影、1885年頃）

- エルネスト・ショーソン 絵葉書より（P.フロイス撮影、1885年頃）7つの歌 （作品2）　歌曲
- ピアノ三重奏曲ト短調（フランス語版）（作品3）
- 交響詩『ヴィヴィアーヌ（フランス語版）』 （作品5）
- 4つの歌 （作品8）　歌曲
- ヴェーダ讃歌 （作品9）　合唱曲
- 森の静けさ （作品10）　管弦楽
- 2つの二重唱曲 （作品11）
- 4つの歌 （作品13）　歌曲
- 隊商 （作品14）　歌曲
- 婚礼の歌 （作品15）　歌曲
- ミアルカの歌 （作品17）　歌曲
- 愛と海の詩（作品19）　独唱と管弦楽
- 交響曲変ロ長調 （作品20）
- ヴァイオリン、ピアノと弦楽四重奏のための協奏曲ニ長調 （作品21） - コンセールと通称されることもある
- 歌劇『アルテュス王』（アーサー王） （作品23）
- 温室（フランス語版） （作品24）
- 詩曲 （作品25）　ヴァイオリンと管弦楽
- いくつかの舞曲（フランス語版）   （作品26）　ピアノ
- 3つの歌 （作品27）　歌曲
- シェイクスピアの歌 （作品28）　歌曲
- ピアノ四重奏曲イ長調（作品30）
- 交響詩『祭りの夕べ』 （作品32）
- クリスマス・ツリーに （作品33）　歌曲
- 2つの詩 （作品34）　歌曲
- 弦楽四重奏曲ハ短調（英語版） （作品35） - 未完の絶筆。
- 2つの歌 （作品36）　歌曲
- 終わりなき歌 （果てしなき歌）（作品37）　歌曲
- 風景（フランス語版）（作品38）　ピアノ
- 小品ハ長調 （作品39）　チェロとピアノ

## リンク
- エルネスト・ショーソンの楽譜 - 国際楽譜ライブラリープロジェクト
- エルネスト・ショーソン - Find a Grave（英語）